# 清远城墙
清远城墙，位于中国广东省清远市清城区，为原清远县城墙，现仅存百米残垣。2002年5月，清远古城垣列为清城区文物保护单位。
元至正二十二年（1362年），清远县防海寇，筑土城。明洪武二十二年（1389年），指挥同知李膺将土城改筑作砖城，以坚固城池。原清远城墙，周长4.8公里，高6~10米，底宽6米，顶宽4米多，城内面积约1.5平方公里。1930年，清远城墙拆除。